# Alfonso Lucini
Alfonso Lucini Mateo (Madrid, 9 de agosto de 1959) es un diplomático español.
Licenciado en Filología Hispánica, ingresó en la carrera diplomática en 1989. Fue segundo jefe en la embajada de España en Siria, asesor ejecutivo de Asuntos Parlamentarios del Gabinete del ministro de Asuntos Exteriores y ayudante del Enviado Especial de la Unión Europea para Oriente Medio. Posteriormente, fue jefe del Gabinete Técnico del secretario general de Política Exterior y para la Unión Europea y del secretario general para Asuntos Europeos.
En 2001 fue nombrado segundo jefe de la embajada de España en Australia y en abril de 2004 embajador representante de España en el Comité Político y de Seguridad del Consejo de la Unión Europea y embajador representante permanente de España en el Consejo de la Unión Europea Occidental. En julio de 2008 fue nombrado director general de Política Exterior y desde julio de 2010 a julio de 2011 fue director general de Política Exterior, Europa y Seguridad. En julio de 2011, fue nombrado embajador de España en Italia, sucediendo a Luis Calvo Merino.
En enero de 2025 fue ascendido a la categoría de Ministro Plenipotenciario de primera clase.